# Rosario Velasco
Rosario Velasco García (San Pedro de Trones, 14 de octubre de 1957) es una pediatra y política española.

## Biografía
Nació el 14 de octubre de 1957 en el municipio leonés de San Pedro de Trones y se licenció en Medicina y Cirugía por la Universidad de Valladolid, con especialización en Pediatría. Ha sido pediatra en el Hospital El Bierzo de Ponferrada. Como afiliada al PSOE, ha sido concejala portavoz en el ayuntamiento de Ponferrada y presidenta del comité provincial del PSOE de León. Además, fue procuradora de las Cortes de Castilla y León entre 1999 y 2003. En las elecciones generales de 2004 fue en las listas de su partido por la circunscripción electoral de León y obtuvo el escaño de diputada, abandonándolo en 2008. En julio de 2011 fue nombrada consejera del Consejo de Seguridad Nuclear y desde abril de 2013 ocupa la vicepresidencia.